# تكنولوجيا الانتخابات
غيّرت تكنولوجيا الانتخابات, وخاصة استخدام الإنترنت، وجه الترشح لمنصب ما في السنوات الأخيرة. ويعتبر تنافس المرشحين على منصب رئاسة الولايات المتحدة الأمريكية من أرفع نماذج المنافسة في العالم الحديث، وعند حدوث هذه المنافسة يكون من الصعب التعرف على هذه القواعد ومن الأصعب تطبيقها. وتسبب وجود الإنترنت في وجود قواعد مختلفة كليًا يلتزم بها مرشحو الرئاسة.
شهد هذا العصر الجديد للإنترنت جدلاً شديدًا بين الدوائر السياسية، حيث إن هناك تخوف من حدوث غش بالإضافة إلى الأمل في زيادة اشتراك الشباب في الحياة السياسية. تنشأ بعض من أكبر المشكلات من قدرة مستخدمي الإنترنت على نشر المعلومات الكاذبة وتغيير صفحات كاملة على الإنترنت دون موافقة مالكيها. من العوامل الأساسية للمرشحين في استخدام الإنترنت هو جمع الأموال، وأصبح الحصول على صفحة ويب يمكن للناس من خلالها عرض الأموال على المرشح مصدرًا للحصول على أموال طائلة لغالبية المرشحين. ويجعل الإنترنت تعرف الناخب على المرشحين أسهل وكذلك وظيفة المرشح في إعلام الناخبين أسهل.
وغالبًا ما يكون للتكنولوجيات الأخرى التي غيرت وجه الحياة السياسية علاقة بالتصويب والانتخاب. وهذا بالتحديد له علاقة بالنقاش الدائر حول أجهزة التصويت. واستثمرت الحكومة ما يزيد عن 3 مليارات دولار أمريكي في محاولة منها لتفعيل نظام أجهزة التصويت ولم تجد الدولة حتى الآن هذا النظام. وجعل الخوف من القرصنة وعدم أمان الإثباتات الورقية سلطات الانتخابات تشكك في صحة استخدام هذه الطرق.

## الأبحاث
يعتبر هذا الموضوع جديدًا خاصة فيما يتعلق بعالم الشبكة العنكبوتية العالمية. وهذا يجعل عملية جمع البيانات عملية نشطة حيث تفوق المعلومات الجديدة في أهميتها مصداقية البيانات القديمة، فبعض المصادر الخاصة التي كانت مفيدة هي في الغالب تتعلق بتحليل أحدث نشاط على الإنترنت وتأثيراته على الانتخابات. وأول مصدر يتبادر للذهن هو دراسة أجراها معهد ماساتشوستس للتكنولوجيا ومعهد كاليفورنيا للتكنولوجيا لقياس ومقارنة استطلاعات الانتخابات بزيارات صفحة الويب الخاصة بالمرشح. ويقدم المصدر ذاته تحليلاً أعمق لدور الإنترنت في السباقات السياسية ومصدر للاقتباس من الحياة الواقعية.

## قائمة المراجع المشروحة
1. “حملة الانتخابات الرئاسية تستكشف وسيلة جديدة”

هذه مقابلة بين جيفري براون وكارول دار. وتدور المقابلة حول كيف أن الانتخابات الرئاسية الحديثة تعمل على تطوير أدوات الانتخابات المستقبلية. وتناولت المقابلة حقيقة أن هذا لم يكن واضحًا في انتخابات 2004، لكنه أصبح الآن دعامة أساسية ويتطور ليصبح أهم عامل في الانتخابات.
2. “انتخابات 2008: حملة الإنترنت”

يناقش كيف أن التغييرات في أنماط الانتخابات يمكن أن تغير أدوار الكثير من الناس في أعمال الحملة الانتخابية. يتخذ أحد أعضاء حملة هوارد دين في عام 2004 كمثال على ذلك. تغير دور الشخص الذي كان يمثل النموذج بشكل لا يصدق بداية من دوره في إحدى الحملات الأولى التي تعتمد على الإنترنت بشكل كبير. ويستخدم المثال كحالة لإثبات أن الانتخابات الرئاسية في 2008 كانت الحملة الأولى الحقيقية التي تستخدم الإنترنت بكامل قدراته.
3. “توجيه الناخبين في الانتخابات الرئاسية 2004: هل تُحدث وسائل الإعلام فرقًا?”

تناقش افتراض أن إعطاء الناخب كمية كبيرة من المعلومات يمكن أن يؤدي إلى اللامبالاة، ويبحث المقال الانتخابات السابقة وانتخابات 2004 لتحديد ما إذا كانت زيادة المعلومات عبر التلفزيون والإنترنت ووسائل الإعلام الأخرى تسببت في عدم اهتمام الأفراد بالانتخابات. وأثبتت النتائج خطأ هذا الافتراض.
4. “حيل القراصنة غير النظيفة تهدد بتشويه الانتخابات”

هذا مقال هام يتناول أمثلة متعددة يتمكن فيها قراصنة الإنترنت من تغيير أفكار الناس في الانتخابات والتسبب في إشاعة التضليل. ويقدم أمثلة محددة للمقالات التي تقول بأن المهاجرين ليس لديهم حق التصويت وإحدى الحالات على Myspace.
5. “الكثير من الولايات تتخلص من الانتخابات الإلكترونية”

هذا المقال الجديد مأخوذ من جريدة الواشنطون بوست ويقدم الجانب المؤيد والجانب المعارض في النقاش والتطورات الراهنة للتصويت في الانتخابات الرئاسية التمهيدية. ويناقش أن كبار المسئولين عن الانتخابات قرروا أنه لا يمكن استخدام الأجهزة الآلية في الانتخابات القادمة. وتسبب هذا في دهشة الكاتب لأن الحكومة استثمرت 3 مليارات دولار في تطوير أجهزة التصويت الفعالة.
6. “تعمل خدمة Web 2.0 المضافة في الوقت الفعلي على زيادة سرعة اتصالات الحملة السياسية وإمكانات التعاون بداخلها”

يدور هذا النقاش حول كيف أن التكنولوجيا أضافت ابتكارات للحملات السياسية، حيث سهلت الاتصالات بين العاملين بالحملة عن طريق البرامج التي أنشاتها الحملات. كما ساعدت في تسهيل نشر المعلومات والأفكار، وبالتالي زادت من فعالية الحملة.
7. “ربما يحدث النشاط على الإنترنت فرقًا يوم الانتخابات”

يحلل هذا المقال حقيقة أنه في انتخابات مجلس النواب الحديثة اتجه المرشحون للإنترنت لإنشاء قاعدة دعم أولية والتأثير على عقول الناخبين الذين لم يقرروا بعد. نشر هذا المقال في يو إس ستات نيوز وكان في الأصل مأخوذًا من جامعة واشنطن. ولا يوجد كاتب لهذا المقال لكنه مأخوذ من ليكسيس نيكسيس التي تميل إلى المصداقية. يستهدف المقال أصحاب عقول تفكر بطريقة الحياة السياسية الحديثة، وعلى الرغم أنه موجه لعضو الكونجرس في عام 2008 إلا أنه من الواضح أنه يلقي بظلال المعنى على سباق الانتخابات الرئاسية في 2008. ويوضح هذا العمل كيف أن السياسيين يستخدمون الإنترنت لتعزيز حملاتهم السياسية.
8. “التصويت في العالم الجديد”

لا تعتبر مسألة الآثار السلبية للتطورات في الانتخابات أمرًا جديدًا، خصوصًا بعد بعض حالات الفشل التي شهدتها الولايات المتحدة في بعض الانتخابات الأخيرة. ومن تلك المشكلات أن التصويت الإلكتروني لا يترك أية إثباتات ورقية حاليًا ويمكن أن يحدث «الغش» به. يقدم المقال المزيد من الأمثلة حول مشكلة مثل حقيقة أن الشركات التي أنشأت هذه الأجهزة لديها الحق فيها وغير ملزمة بإظهار برامجها حتى تثبت التهم عليها.
9. “بحث معهد كاليفورنيا للتكنولوجيا ومعهد ماساتشوستس للتكنولوجيا حول تحسينات عملية التصويت”

تناقش المقالة كيف قام طلاب من معهد ماساتشوستس للتكنولوجيا ومعهد كاليفورنيا للتكنولوجيا بالبحث في الانتخابات الأخيرة وحاولوا تنفيذ طرق لتحسين فعالية عملية التصويت الحديثة وتيسيرها. وضعت سلطات الانتخابات هذا البحث في اعتبارها واستخدمته في بعض الأماكن. وأخذ البحث في اعتباره المشكلات التي واجهها الاقتراع الأخير في فلوريدا بشكل خاص.
10. “جمع الأموال والمساهمون عبر الإنترنت في حملة الانتخابات الرئاسية في 2004”

يتحدث هذا المقال عن تغيير طريقة جمع التبرعات للحملة الرئاسية. ويناقش كيف أن ظهور الإنترنت غير نوع الشخص الذي يتبرع بالمال للمرشحين وفي نفس الوقت يجعل من السهل على المرشحين جمع المال بسرعة شديدة. كما وجد المقال أن الشباب كانوا يتبرعون غالبًا عبر الإنترنت وأن الليبراليين السياسيين كثيرًا ما يتلقون التبرعات بهذه الطريقة.
11. “من الحواجز إلى جدران الحماية? التصويت الإستراتيجي وقيادة الحركة الاجتماعية في عصر الإنترنت”

يتناول المقال كيف بدأ مرشحون معينون في انتخابات عام 2000 استخدام الإنترنت لتمويل حملاتهم بالكامل، وسمح التصويت الإستراتيجي للمرشحين غير المتأكدين من الفوز بالبقاء في سباق الانتخابات عن طريق الاقتراع والتعامل مع الإنترنت باستخدام التكنولوجيا الجديدة.
12. “الحصول على إشارة من المرشحين: الانتخابات الرئاسية 2008”

على الرغم من عدم التعرف على كاتب هذا المقال؛ إلا أنه من أهم مصادر البيانات المستخدمة. ويغلب على المقال طابع السرد والتحليل لمختلف الطرق التي استخدمتها غالبية الانتخابات الرئاسية الحديثة والتي تستخدم الإنترنت. وعثرت على هذا المقال خلال بحث أكاديمي يميل للحصول على مصادر موثوق بها. وتقدم هذه اللمحة الصغيرة استعراضًا دقيقًا حول كيف تغير مجال الانتخابات في العصر الحديث.
13. “الحملات الانتخابية تختبر الإنترنت لترى كيف يعمل”

هو بحث تحليلي حول طريقة استخدام المرشحين الحاليين للإنترنت كمصدر لتعزيز أهدافهم الرئاسية. ويقدم نقاشًا شاملاً حول كيف أن مختلف المرشحين يجمعون المال أو يحصلون على المؤيدين أو حتى قاعدة حملات كاملة عبر الإنترنت.
14. “كيف يمكن للويب تغيير أو عدم تغيير طريقة الانتخابات”

يناقش هذا المقال الحقيقة التي ظهرت من خلال الاستطلاعات أن الناس تتأثر بالإنترنت عند اتخاذهم قرار التصويت. ويخبر القارئ بحقيقة أنهم وجدوا الآن أن الإنترنت أكثر تأثيرًا من التلفزيون في دفع الناس للتصويت. ويقول كذلك الانتخابات الحالية ليست انتخابات “جديدة” في الواقع.
15. “أين ينقر الناخبون؟”

يستخدم هذا المقال في تقديم بعض بيانات العالم الواقعي وليس مجرد وجهة نظر حول الموضوع. ويتناول المقال ذاته كيف أن شعبية مرشحي الرئاسة يمكن تحديدها جزئيًا عن طريق التحقق من عدد الزائرين لصفحات الويب للمرشحين أو عدد مرات البحث عن اسم المرشحين في محرك البحث. ويناقش بشكل أساسي كيف يمكن للأحداث الحالية التأثير على النشاط على صفحات معينة على الإنترنت.